# Rumah Lengo
Rumah Lengo is een bestuurslaag in het regentschap Deli Serdang van de provincie Noord-Sumatra, Indonesië. Rumah Lengo telt 424 inwoners (volkstelling 2010).